# 吉爾戈 (紐約州)
吉爾戈（英語：Gilgo）是位於美國紐約州薩福克縣的普查規定居民點。

## 人口
根據2020年美國人口普查的數據，吉爾戈的面積為39.84平方千米，當中陸地面積為13.00平方千米，而水域面積為26.84平方千米。當地共有人口185人，而人口密度為每平方千米4.64人。